# اللغة الإيفينكية
اللغة الإيفينكية (بالإنجليزية: Evenki, Ewenkī)، المعروفة سابقًا باسم لغة التونغوس أو السولون (بالإنجليزية: Tungus, Solon): هي أكبر لغات المجموعة الشمالية من اللغات التونغوسية، التي تتضمن إلى جانبها كلًا من اللغة الإيفينية واللغة النيجيدالية واللغة الأوروكينية (الأقرب إليها نسبيًا). يتحدث باللغة الإيفينكية شعبُ الإيفينك في روسيا والصين.
تظهر تأثيرات اللغة الياقوتية ولغة البوريات بقوة في بعض المناطق على وجه التحديد، أما تأثير اللغة الروسية فهو كبير بشكل عام (في عام 1979، كان 75.2% من الإيفينك يتحدثون الروسية، وارتفعت النسبة إلى 92.7% في 2002). كان أطفال الإيفينك يجبَرون على تعلم اللغة الروسية في المدارس الداخلية السوفييتية، ويعودون بـ«قدرة ضعيفة على التحدث بلغتهم الأم...». تتنوع اللغة الإيفينكية بوضوح بين لهجاتها المختلفة، التي تنقسم إلى ثلاث مجموعات كبيرة، هي: اللهجات الشمالية والجنوبية والشرقية، وتنقسم كل منها إلى لهجات فرعية أخرى. وُضعت لغة مكتوبة من أجل الإيفينك في الاتحاد السوفييتي عام 1931، واستخدمت في البداية أحرفًا لاتينية، ثم باتت أبجديتها كريلية بدءًا من عام 1937. في الصين، تُكتب اللغة الإيفينكية على نحو تجريبي باستخدام الكتابة المغولية.

## نسبها التاريخي
تُعد اللغة الإيفينكية واحدة من عائلة اللغات التونغوسية. وقد لوحظ تشابهها مع لغة المانشو، أفضل لغات العائلة توثيقًا، منذ مئات السنين، في البداية من قِبل عالم النبات ب. س. بالاس في أواخر القرن الثامن عشر، ثم في دراسة لغوية ذات طابع أكثر رسمية أجراها م. أ. كاسترن في منتصف القرن التاسع عشر، تُعد «البحثَ الريادي» في مجال علم اللغات التونغوسية. تُعد البنية الداخلية الدقيقة لعائلة اللغات التونغوسية موضع نقاش، إذ يفترض بعض الباحثين وجود عائلتين فرعيتين: واحدة تضم لغة المانشو، والأخرى تضم كل اللغات التونغوسية الأخرى ومن بينها الإيفينكية. ويقسّم إثنولوج إس آي إل الدولية اللغاتِ التونغوسية إلى عائلتين فرعيتين، هما الشمالية والجنوبية، مع تصنيف الإيفينكية إلى جانب الإيفينية والنيجيدالية ضمن العائلة الفرعية الشمالية، فيما تُقسم العائلة الجنوبية نفسها إلى جنوبية غربية (تضم لغة المانشو) وجنوبية شرقية (تضم لغة الناناي وغيرها). ويفترض آخرون وجود ثلاث عائلات فرعية أو أكثر، بل يذهب بعضهم إلى افتراض وجود سلسلة لهجوية كاملة تبدأ بلغة المانشو على أحد طرفيها لتنتهي باللغة الإيفينكية على الطرف الآخر.